# Ростовский электрометаллургический завод
Ростовский электрометаллургический завод (РЭМЗ) — металлургический завод в г. Шахты.

## История
Открытие Ростовского металлургического завода было запланировано на 2007 год и приурочено к 70-летию Ростовской области.
В июле 2007 года в честь завершения строительства первой очереди РЭМЗ его владельцы организовали на Театральной площади Ростова-на-Дону бесплатный сольный концерт Элтона Джона, собравший около 100 тысяч зрителей.
Предприятие с расчётной производственной мощностью 750 тысяч тонн непрерывнолитой заготовки в год стало первым металлургическим заводом на территории СНГ с 1970-х годов. Сырьём является 100 % металлолом. Готовая продукция — товарная квадратная и прямоугольная стальная заготовка для переката. В планах — производство проката сортового, в виде арматуры для железобетонных изделий и катанки.
Первая плавка на заводе прошла 17 декабря 2007 года.
Серийные плавки начались 18 января 2008 года.
В сентябре 2008 года рядом с «РЭМЗ» состоялись закладка первого камня в строительство «Южнорусского электрометаллургического завода» (ЮРЭМЗ). Инвестиции в проект планировались в районе 350—370 млн евро. Срок строительства — около трех лет. «Сталеплавильные мощности завода составят 960 тыс. тонн в год. Предприятие будет выпускать непрерывно-литую заготовку. Это так называемая балка прямого литья, применение которой позволит существенно удешевить стоимость строительства, мы полагаем, в два раза. Все металлоконструкции, которые используются сейчас, сварные. Аналогов завода в России нет», — отмечал господин Варшавский.
В 2009 году компания «Эстар», испытывая ощутимые финансовые затруднения (размер долга — около 1 млрд долларов), заключила соглашение с Группой «Мечел» об обеспечении «РЭМЗ» металлоломом и заказами. С августа 2009 года на «РЭМЗ» введена процедура наблюдения.
26 сентября 2009 года состоялась встреча губернатора Ростовской области Владимира Чуба с основным собственником «Мечел» Игорем Зюзиным и совладельцем ГК «Эстар» Вадимом Варшавским. В сообщении пресс-службы губернатора говорится, что «Мечел» в рамках коммерческого партнёрства будет сотрудничать с активами «ЭСТАР» в Ростовской области: это РЭМЗ, ЗАО «Ломпром», ОАО «Шахта „Восточная“» и ОАО «Экспериментальная ТЭС».
29 ноября 2011 года запущен в работу производственный комплекс мелкосортно-проволочного стана.
Необходимость строительства нового комплекса обусловлена повышением спроса на арматурную сталь в Южном федеральном округе.
Капитальные затраты на сооружение мелкосортно-проволочного стана составили около 3 млрд рублей. На открытие присутствовал губернатор Ростовской области Василий Голубев, Вадим Варшавский и мэр города Шахты Денис Станиславов.
В сентябре 2015 РЭМЗ занял 499 место по выручке (15 млрд рублей) в рейтинге ТОП-500 российских компаний от РБК. Оценка прибыли — 4 млрд рублей.
В октябре 2017 года предприятие признали банкротом, а в марте 2020 основную часть имущества предприятия купил принадлежащий предпринимателю Шалва Гибрадзе Новороссийский прокатный завод за 6,5 млрд рублей.

## Основное технологическое оборудование
- Дуговая сталеплавильная печь 90 т. (Фирма CONCAST).
- Машина непрерывного литья заготовок (Фирма CONCAST).
- Установка печь-ковш (Фирма CONCAST).
- Цех по разделению продуктов воздуха (Фирма SIAD).
- Прокатный стан (Фирма Sider Engineering).

## Директора завода
- с 2014 по 2018[10] — В. Е. Варшавский[2]
- с 2010 по 2014 — Г. К. Сомов[11]
- В. Е. Варшавский
- с 29.04.2019 — А. В. Шадрин